# Hypena incognata
Hypena incognata là một loài bướm đêm trong họ Erebidae.